# Exeristis xanthota
Exeristis xanthota là một loài bướm đêm thuộc họ Crambidae. Loài này được Edward Meyrick mô tả năm 1886. It is found in Fiji.